# Daniel Payne
Pour les articles homonymes, voir Payne.
Daniel Alexander Payne né le 24 février 1811 à Charleston dans l'État de la Caroline du Sud et mort le 2 novembre 1893 à Wilberforce dans l'État de l'Ohio, est un Américain évêque de l'Église épiscopale méthodiste africaine,  premier président d'université afro-américain, essayiste et théologien. Il est une figure majeure des Afro-Américains de la seconde moitié du XIXe siècle.

## Biographie

### Jeunesse et formation

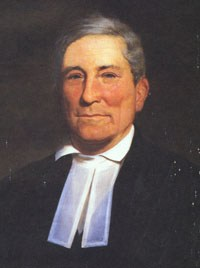
John Bachman.

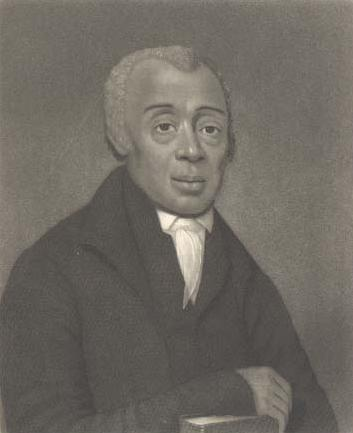
Richard Allen.

Daniel Payne est le fils de London Payne, un esclave qui a acheté son affranchissement pour 1 000 $ et de Martha Payne une Amérindienne libre de la tribu des Catobas, il doit son prénom en mémoire de Daniel (prophète) personnage du livre de Daniel, qui fait partie de la Bible. Ses parents étaient membres de l'Église méthodiste et l'ont élevé dans les traditions méthodiste. Ses parents décèdent alors qu'il est âgé de dix ans. Orphelin, il est recueilli par sa tante Sarah Bordeaux et suit des cours à la  Minors’ Moralist Society School de Charleston. Tout en suivant des études, il est successivement apprenti charpentier et apprenti tailleur. Épris de littérature, il apprend de façon autodidacte le grec, le latin, l'hébreu et la littérature anglaise classique. Il fonde sa propre école en 1829, où il donne des cours pour des Afro-Américains libres mais aussi à des esclaves. En 1834, à la suite de l'insurrection sanglante d'esclaves fomentée par Nat Turner, la Caroline du Sud promulgue une loi interdisant l'instruction des esclaves et les écoles dirigées par des Afro-Américains. Ne pouvant plus continuer son activité d'enseignant, sur les conseils d'un ami blanc, le pasteur luthérien John Bachman, il entre en 1835 au Lutheran Theological Seminary at Gettysburg (en) de Pennsylvanie. En 1839, il est ordonné pasteur à, devenant le second Afro-Américain à obtenir cet titre après Jehu Jones (en). Ne trouvant pas de paroisse luthérienne, il contacte l'Église épiscopale méthodiste africaine (AME) fondée par le pasteur méthodiste afro-américain Richard Allen, qui lui confie une paroisse en 1842 à Philadelphie puis à Baltimore. En 1856, il est élu évêque,,,,,,,,.

### Carrière
En 1839, lors de son ordination dans le temple Frankean Synod (en) de New York, il tient un discours qui est passé à la postérité au titre de Slavery Brutalizes Man.
De 1842 à 1843, durant son pastorat à Philadelphie, il dirige la Vigilant Association of Philadelphia (en) qui  donne des aides alimentaires et vestimentaires aux esclaves afro-américains et aide les fugitifs à passer au Canada,,,.
En 1863, l'AME, sur les conseils de Daniel Payne, rachète pour 10 000 $ l'université de Wilberforce à l'Église Méthodiste, qui devient ainsi la première université appartenant à des Afro-Américains et dirigée par eux. Daniel Payne est nommé président de l'université, devenant le premier Afro-Américain président d'université, poste qu'il occupe jusqu'en 1873.  Daniel Payne crée en 1866, la faculté de théologie, première faculté de théologie gérée et animé par des Afro-Américains, qui deviendra en 1891 le Payne Theological Seminary (en). Payne, soucieux de faire de Wilberforce une institution universitaire crée les facultés lettres classiques et de sciences en 1867. Après 1873, Payne continue à enseigner au sein de l'université, et à conseiller les conseils d’administration jusqu'en 1893,,,.
En 1888, il publie son autobiographie qui dresse un tableau historique détaillé des personnes et événements importants du mouvement abolitionniste afro-américain d'avant la guerre de sécession, du développement de l'AME  et des associations afro-américaines de militants à travers le pays pendant les années de l’ère dite de la reconstruction (1865-1877). Il continue son travail d'historien en publiant en 1891 son Histoire de l'Église épiscopale méthodiste africaine en  deux volumes,,. 
W.E.B. Du Bois compte Daniel Payne parmi les plus importants leaders afro-américains et considère que ses travaux littéraires et sermons font partie des bases de la tradition littéraire afro-américaine. 

### Vie personnelle
En 1842, il épouse Julia Ferris, qui meurt en couche en 1843. 
En 1853, il épouse Eliza J. Clark.
Daniel Payne repose au cimetière du laurier (Laurel Cemetery) de Johnsville (Maryland) (en).

## Œuvres (sélection)
- (en-US) A treatise on domestic education, Forgotten Books, 1885, rééd. 18 novembre 2018, 190 p. (ISBN 9781331169789, lire en ligne),
- (en-US) Sermons Delivered by Bishop Daniel A. Payne, D.D., LL. D., Before the General Conference of the A. M. E. Church, Indianapolis, Ind., May, 1888, Forgotten Books, 1888, rééd. 21 avril 2018, 68 p. (ISBN 9780265519943, lire en ligne),
- (en-US) Recollections of Seventy Years, Createspace Independent Publishing Platform, 1888, rééd. 6 septembre 2017, 238 p. (ISBN 9781490496764, lire en ligne),
- (en-US) History of the African Methodist Episcopal Church, Forgotten Books, 1891, rééd. 19 avril 2018, 538 p. (ISBN 9780259918318, lire en ligne)
- (en-US) Sermons and addresses, 1853-1891, Arno Press, 1972, 208 p. (ISBN 0405040792, lire en ligne),

## Pour approfondir

#### Notices dans des encyclopédies et manuels de références
- (en-US) Russel L. Adams, Great Negroes, past and present, Chicago, Illinois, Afro-Am Pub. Co, 1984, 228 p. (ISBN 9780910030083, lire en ligne), p. 101,
- (en-US) Milton C Sernett, Afro-American religious history : a documentary witness, Durham, Caroline du Nord, Duke University Press, 1985, 509 p. (ISBN 9780822324492, lire en ligne), p. 217-226,
- (en-US) Paul R. Griffin, The Struggle for a Black Theology of Education : Pioneering Efforts of Post Civil War clergy, Atlanta, Géorgie, The ITC Press, 1993, 157 p. (OCLC 1259664752, lire en ligne), p. 2-5,

- (en-US) John A. Garraty (dir.), American National Biography, vol. 17 : Park - Pushmataha, New York, Oxford University Press, USA, 1er janvier 1999, 952 p. (ISBN 9780195127966, lire en ligne), p. 170. ,
- (en-US) R. Kent Rasmussen, The African American Encyclopedia, vol. 7 : Nat-Ran, New York, Cavendish Square Publishing, 30 janvier 2001, 2100 p. (ISBN 9780761472155, lire en ligne), p. 1923,
- (en-US) William L. Andrews & Frances Smith Foster (dir.), The Concise Oxford Companion to African American Literature, New York, Oxford University Press, USA, 15 février 2001, 489 p. (ISBN 9780195138832, lire en ligne), p. 321-322. ,
- (en-US) Nathan Aaseng (dir.), African-American Religious Leaders, New York, Facts On File, 1er octobre 2003, 267 p. (ISBN 9780816048786, lire en ligne), p. 169-171,
- (en-US) Colin A. Palmer (dir.), Encyclopedia Of African American Culture And History : The Black Experience In The Americas, vol. 4 : M-P, Detroit, Michigan, MacMillan Reference Library, 22 décembre 2005, 1877 p. (ISBN 9780028658209, lire en ligne), p. 1743-1744,
- (en-US) Henry Louis Gates Jr. & Evelyn Brooks Higginbotham (dir.), African American National Biography, vol. 6 : Moore - Lenny-Romain, New York, Oxford University Press, USA, 18 février 2008, 688 p. (ISBN 9780195160192, lire en ligne), p. 283-284,

#### Articles
- (en-US) Luella G. White, « Bishop Daniel A. Payne », Negro History Bulletin, Vol. 5, No. 8,‎ mai 1942, p. 174-176 (3 pages) (lire en ligne ). ,
- (en-US) Douglas C. Stange, « A Note on Daniel A. Payne », Negro History Bulletin, Vol. 28, No. 1,‎ octobre 1964, p. 9-10 (2 pages) (lire en ligne ),
- (en-US) Charles Killian, « Daniel A. Payne and the A.M.E. General Conference of 1888 », Negro History Bulletin, Vol. 32, No. 7,‎ novembre 1969, p. 11-14 (4 pages) (lire en ligne ),
- (en-US) Brian A. Vazzano, « The Life and Impact of Daniel Alexander Payne », Hidden in Plain Sight, Gettysburg College,‎ 2006, p. 13 pages (lire en ligne),

#### Essais et biographies
- (en-US) Révérend C.S. Smith, The Life of Daniel Alexander Payne, Nashville, Tennessee, Publishing House A.M.E. Church Sunday School Union, 1894, 86 p. (OCLC 52416204, lire en ligne),
- (en-US) Arthur P. Stokes, Daniel Alexander Payne: Churchman and Educator, Ohio, Ohio State University, 1973, 263 p. (OCLC 8105564),
- (en-US) Nelson T. Strobert, Daniel Alexander Payne: The Venerable Preceptor Of The African Methodist Episcopal Church, University Press of America, 5 septembre 2012, 166 p. (ISBN 9780761858676),